# Ali Maksid
Ali Maksid, Ali Al-Maqseed (ur. 11 grudnia 1986 w Kuwejcie) – kuwejcki piłkarz występujący na pozycji obrońcy. Obecnie jest zawodnikiem Al-Arabi Mansouriah.